# 尼基·文多拉
尼古拉·“尼基”·文多拉（義大利語：Nicola "Nichi" Vendola，義大利語發音：[ˈniːki ˈvɛndola]；1958年8月26日—）是意大利左翼政治家、LGBT权利活动家，曾在2005年至2015年间担任普利亚大区主席。此外，文多拉也曾担任2009年3月成立的“左翼生态自由”党的主席。